# عبد الرزاق (لاعب كرة قدم)
عبد الرزاق (بالفرنسية: Abdul Razak)‏ (مواليد 11 نوفمبر 1992 في أبيدجان) هو لاعب كرة قدم عاجي يلعب حاليا لصالح نادي مانشستر سيتي ومنتخب ساحل العاج. يجيد اللعب في خط الوسط.

## وصلات خارجية
- عبد الرزاق على موقع اتحاد السويد (السويدية)
- عبد الرزاق على موقع قاعدة بيانات كرة القدم.إي يو (الإنجليزية)
- عبد الرزاق على موقع ناشيونال فوتبول تيمز (الإنجليزية)
- عبد الرزاق على موقع Soccerbase.com (لاعب) (الإنجليزية)
- عبد الرزاق على موقع Soccerway.com (الإنجليزية)
- عبد الرزاق على موقع عالم كرة القدم.نت (الإنجليزية)
- عبد الرزاق على موقع AS.com (الإسبانية)